# Sunday Morning (The Velvet Underground)
Sunday Morning ("Domenica mattina") è un brano musicale dei Velvet Underground, traccia di apertura di The Velvet Underground & Nico, album di debutto del gruppo pubblicato nel 1967. Il brano fu anche pubblicato come singolo nel 1966, abbinato a Femme Fatale come lato B.
La particolare atmosfera sprigionata dalla canzone pose le basi per il dream pop, stile musicale che sarebbe nato durante la metà degli anni ottanta.

## Storia
A fine 1966, Sunday Morning fu l'ultima canzone che il gruppo registrò per The Velvet Underground & Nico. La canzone venne richiesta dal produttore Tom Wilson, che pensava che l'album necessitasse di un'altra canzone che avesse il potenziale per essere un singolo di successo. La canzone fu scritta da Lou Reed e John Cale e venne registrata a New York a novembre. All'ultimo momento si decise che la canzone l'avrebbe cantata lo stesso Reed, anziché Nico come si era inizialmente pensato.
Dietro la descrizione di una quieta domenica mattina, tranquillo risveglio dopo una notte di bagordi, si cela un sentimento di paranoia e d'ansia strisciante che attanaglia il narratore della canzone. Il brano venne composto congiuntamente da Reed e Cale all'alba di una domenica mattina dopo una nottata passata a provare in studio. Fu Andy Warhol a suggerire a Reed di inserire il tema della paranoia all'interno del brano..

## Formazione
- Lou Reed - voce, chitarra
- John Cale - celesta, viola, pianoforte
- Sterling Morrison - basso
- Maureen Tucker - percussioni
- Nico - voce di supporto

## Cover
Sunday Morning è stata oggetto di numerose cover nel corso degli anni come quelle di Bettie Serveert, Chris Coco & Nick Cave, Nina Hagen, James, Oh-OK, Elizabeth Cook, NY Loose, Orchestral Manoeuvres in the Dark, The Queers, e Matthew Sweet & Susanna Hoffs. Il brano è inoltre stato interpretato dai Belle and Sebastian e Beck in alcuni concerti. Nel 2004 è stata cantata in duetto dallo stesso Lou Reed e dalla cantante Vanessa Quinones, in arte Vanessa St. James. Nel 2021 ne fu eseguita una cover da parte di Michael Stipe, ex-frontman degli R.E.M..